# Weissenbühl

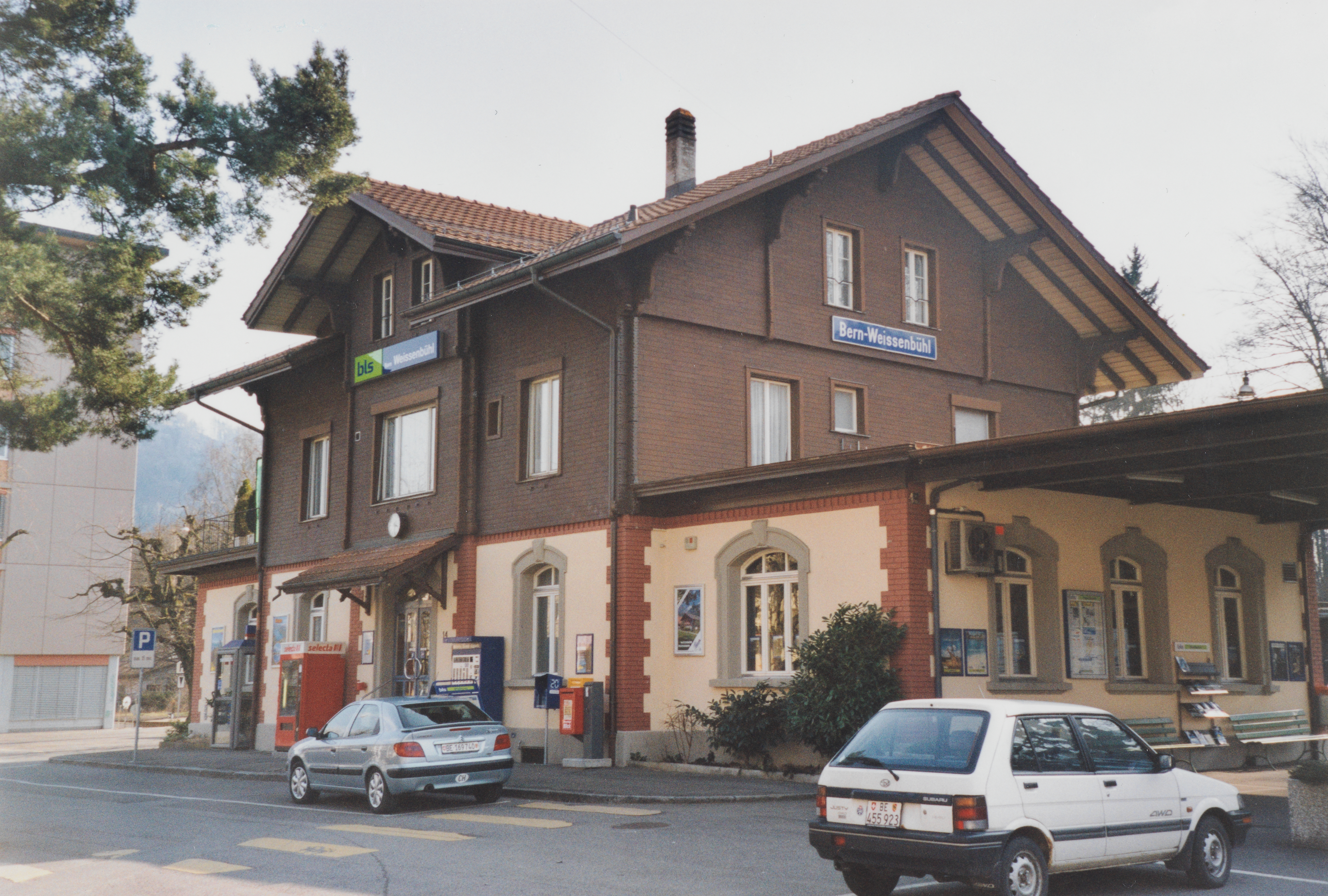
Bahnhof Bern Weissenbühl an der Südbahnhofstrasse (2003)

Weissenbühl ist ein statistischer Bezirk im Stadtteil III Mattenhof-Weissenbühl im Süden von Bern. Zu ihm gehören die Quartiere Sulgenbach und Steinhölzli/Weissenbühl.
Im Jahr 2022 waren 7462 Einwohner, davon 5979 Schweizer und 1483 Ausländer, gemeldet.

## Geschichte
Der Name Weissenbühl leitet sich von einem ehemaligen Landgut Weissenbühl ab, das sich bis zur Überbauung 1904 hier befand.
Die Bautätigkeit im Gebiet setzte bereits um 1865 ein, konzentrierte sich aber erst gegen 1890. 1890 wurde die private Pferdeomnibuslinie Bärenplatz-Mattenhof-Weissenbühl-Kleinwabern und 1894 die Dampftrambahn auf der gleichen Linie bis Grosswabern eingerichtet, was das Quartier in Stadtnähe rückte.

## Einrichtungen
Auf dem Gebiet des Weissenbühls befand sich, bis zu seiner Schliessung 2015, das 1869 eröffnete Zieglerspital, welches auch die Geriatrische Universitätsklinik beherbergte. Das Spital verfügte über 228 Betten (inkl. Geriatrische Universitätsklinik).
Auf dem Gelände soll eine Wohnüberbauung entstehen. Zurzeit befindet sich dort ein Asylzentrum.
Am 19. September 2007 wurde das Tram-Museum im Weissenbühl eröffnet.
2007 wurde im Weissenbühl ein Beachvolleyballzentrum eröffnet.

2009 und 2011 wurden im Weissenbühl die Beachvolleyball-Amateur-Schweizer-Meisterschaften ausgetragen.
Von 1900 bis 1937 befand sich die Produktionsstätte der Wander AG im Weissenbühl, in welcher unter anderem ab 1904 Ovomaltine hergestellt wurde.

## Verkehrsinfrastruktur
Die Hauptverkehrsadern des Quartiers sind die Seftigenstrasse und die Morillonstrasse.
Das Quartier ist mit den Tramlinien 3 und 9 sowie den Autobuslinien 10 und 19 von Bernmobil mit dem Stadtzentrum verbunden und verfügt über einen 1901 mit der Gürbetalbahn eröffneten Bahnhof der BLS AG an der Strecke Bern-Belp-Thun (Gürbetallinie). Am 1. November 1999 kam es in diesem Bahnhof zu einem Zusammenprall eines Regional- mit einem Schnellzug, bei dem zwei Personen getötet und über 50 Personen verletzt wurden.

## Diverses
Das Quartier gab dem Lied «Wyssebüehl» auf dem Album «Polovinyl» von Polo Hofer seinen Titel.
Die Villa Stucki bietet Raum für ein Restaurant, private Veranstaltungen und ein Quartiervereinszentrum.